# David McKinley

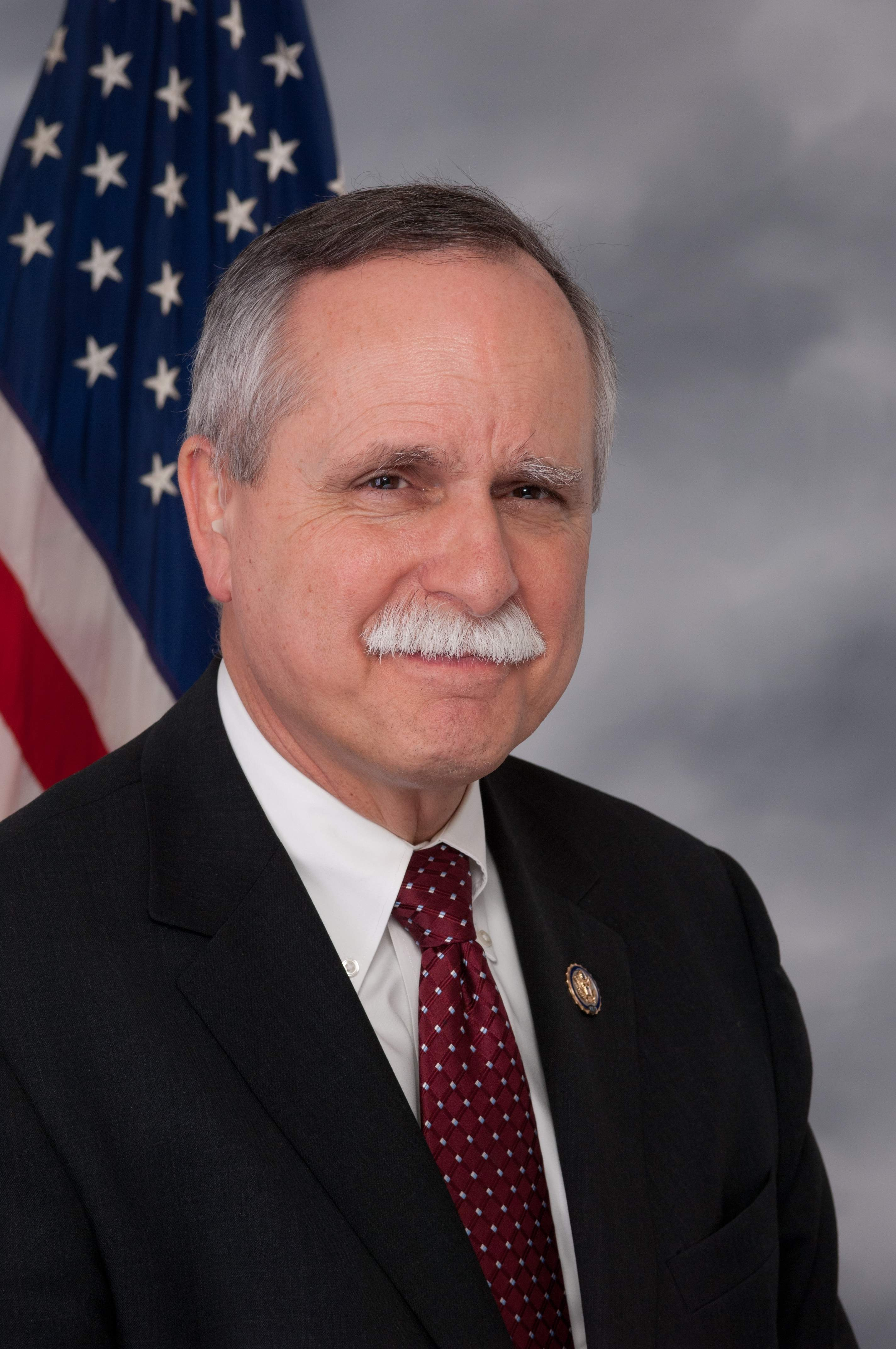
David McKinley (2011)

David Bennett McKinley (* 28. März 1947 in Wheeling, West Virginia) ist ein US-amerikanischer Politiker. Von 2011 bis 2023 vertrat er den Bundesstaat West Virginia im US-Repräsentantenhaus.

## Werdegang
David McKinley studierte bis 1969 an der Purdue University in Indiana, wo er zum Bauingenieur ausgebildet wurde. In diesem Beruf arbeitete er zwölf Jahre lang, ehe er in Wheeling seine eigene Baufirma McKinley and Associates gründete. Viele seiner Bauaufträge kamen von Regierungsbehörden. Politisch wurde er Mitglied der Republikanischen Partei. Zwischen 1980 und 1995 saß er im Abgeordnetenhaus von West Virginia. Von 1990 bis 1994 war er auch Vorsitzender der Republikaner in seinem Heimatstaat. Im Jahr 1996 strebte er erfolglos die Nominierung seiner Partei für die anstehenden Gouverneurswahlen an.
Bei den Kongresswahlen des Jahres 2010 wurde McKinley im ersten Wahlbezirk von West Virginia in das US-Repräsentantenhaus in Washington, D.C. gewählt, wo er am 3. Januar 2011 die Nachfolge des nicht mehr kandidierenden Demokraten Alan Mollohan antrat. Bei der Wahl hatte er knapp gegen Staatssenator Mike Oliverio gewonnen. Da er bei allen folgenden Wahlen, einschließlich der des Jahres 2020, wiedergewählt wurde, kann er sein Mandat bis heute ausüben. Seine neueste Legislaturperiode läuft bis zum 3. Januar 2023. Im Kongress ist bzw. war McKinley Mitglied im Ausschuss für Energie und Handel und in zwei Unterausschüssen. Er gehört auch dem der Tea-Party-Bewegung nahestehenden Tea Party Caucus an. McKinley wirkt zudem im International Conservation Caucus, im Marcellus Shale Caucus, den er gründete, im Congressional Cement Caucus und im Congressional Arts Caucus mit. Er ist verheiratet und hat vier erwachsene Kinder sowie mehrere Enkelkinder.
McKinley unterstützte 2021 als einer von 12 Republikanern im Repräsentantenhaus ein von der Biden-Administration und republikanischen Senatoren verhandelte Infrastrukturpaket. Weiterhin stimmte er für die Errichtung einer Kommission, die den Sturm auf das Kapitol untersuchen sollte. Nach dem Zensus 2020 verlor West Virginia einen Sitz im Repräsentantenhaus, so dass der Wahlkreis von McKinley mit dem von Alexander Mooney zusammengelegt wurde. Der von Donald Trump unterstützte Mooney konnte sich in der Vorwahl im Mai 2022 gegen McKinley durchsetzen, sodass sein Mandat zum 3. Januar 2023 auslief und er aus dem Repräsentantenhaus ausschied.